# Arrivo e partenza
(Arrivo e partenza, traduzione Lidia Storoni Mazzolani, edizione Mondadori, 1966.)
Arrivo e partenza (Arrival and Departure, 1943) è il terzo romanzo della trilogia di Arthur Koestler sul conflitto tra esigenze morali e opportunismo. Il primo volume, I gladiatori, descrive la repressione della Rivolta di Spartaco, e il secondo, Buio a mezzogiorno, è il celeberrimo romanzo sui processi-farsa sovietici. Arrivo e partenza fu la prima opera di Koestler completamente in inglese, mentre i due libri precedenti furono scritti originariamente, il primo in ungherese e il secondo in tedesco. Viene solitamente considerato il romanzo più debole dei tre, per quanto presago di molte situazioni future.

## Storia editoriale
Il libro fu tradotto in svedese, danese, finlandese, francese, polacco, portoghese, turco, persiano, neogreco, norvegese, ungherese, russo e italiano; in tedesco la pubblicazione dei tre romanzi ha preceduto quella del volume singolo., 

## Trama
Scritto durante la guerra, il cui esito era ancora incerto, il romanzo si svolge tra l'estate e l'autunno del 1941. Il giovanissimo Peter Slavek è fuggito da un paese occupato dai nazisti (l'Ungheria, benché non venga mai nominata) imbarcandosi da clandestino su una nave da carico ed è approdato in una città neutrale, Neutralia (Lisbona), da dove pensa di ripartire per arruolarsi nell'esercito che combatte contro la Germania. Fisicamente e psicologicamente distrutto dalle torture che ha subito, e a cui non ha ceduto, trova aiuto e accoglienza presso una valente psicologa, Sonia Bolgar, amica di famiglia, attraente e ambigua, per quanto avanti negli anni. Peter è dibattuto se cercare rifugio negli Stati Uniti, ancora in pace, seguendo così la giovane amica di Sonia, Odette, di cui si è innamorato, o insistere presso il consolato britannico per essere accettato come soldato e proseguire la lotta contro l'oppressore. Colpito da una paralisi alla gamba di origine neurologica, accetta di sottoporsi a una rapida analisi da parte della dott. Sonia e riesce così a far emergere ricordi sepolti dell'infanzia, causa di sensi di colpa perenne e, secondo l'analisi, di ogni azione seguente, colpevole o virtuosa. Un agente provocatore nazista, Bernard, anch'egli un caso patologico di nevrosi, tenta di persuaderlo a passare dall'altra parte, con argomentazioni di pura logica, a cui Peter deve con riluttanza consentire.
Dibattuto sino all'ultimo, persino già salito sulla nave che lo porterebbe alla salvezza in America, Peter, che ha visto gli Ebrei nel vagone della morte, decide infine di partire per la guerra e di accettare la «croce invisibile» che porta al sacrificio di sé.

## Edizioni in italiano
- Arthur Koestler, Arrivo e partenza, traduzione di Lidia Storoni Mazzolani, Firenze: Edizioni U, 1947
- Arthur Koestler, Arrivo e partenza, traduzione di Lidia Storoni Mazzolani, Milano: A. Mondadori, 1966